# Космач (Ивано-Франковский район)
Ко́смач (укр. Космач) — село в Дзвинячской сельской общине Ивано-Франковского района Ивано-Франковской области Украины.
Население по переписи 2024 года составляло 1500 человек. Занимает площадь 17 км². Почтовый индекс — 77731. Телефонный код — 03471.